# Yokosuka L3Y
Yokosuka L3Y — серійний військово-транспортний та пасажирський літак Імперського флоту Японії періоду Другої світової війни.
Кодова назва союзників - «Тіна» (англ. Tina).

## Історія створення
В середині 1930-х років фірмою Mitsubishi був створений бомбардувальник Mitsubishi G3M, який мав високу швидкість та велику дальність польоту. Завдяки цим якостям виникла ідея використовувати літак як транспортний та пасажирський. 
У 1937 році командування ВПС флоту доручило 1-му арсеналу флоту в Йокосуці переробити декілька стандартних G3M1 у швидкісні зв'язкові літаки. З літака зняли все бомбардувальне обладнання та захисне озброєння, за винятком верхньої башти з одним 7,7-мм кулеметом, а всередині фюзеляжу встановили крісла та зробили невеликі вікна. 
Літак був прийнятий на озброєння під назвою «Двомоторний базовий транспортний літак флоту Тип 96 Модель 1» (або L3Y1).
У 1938 році на замовлення фірми «Авіалінії Великої Японії» 24 бомбардувальника G3M2 були переобладнані у 8-місні пасажирські літаки, які отримали назву So-Yu.
У 1939 році була розроблена нова модифікація літака на базі G3M2, на який встановили двигун Mitsubishi Kinsei-45 потужністю 1 070 к.с. У цьому варіанті були зроблені додаткові двері для посадки пасажирів.

## Тактико-технічні характеристики (L3Y1)

### Технічні характеристики
- Екіпаж: 4 чоловік
- Пасажири: 10 чоловік
- Довжина: 16,50 м
- Висота: 3,70 м
- Розмах крил: 25,00 м
- Площа крил: 75,00 м ²
- Маса пустого: 5 250 кг
- Маса спорядженого: 8 000 кг
- Двигуни:  2 х  Mitsubishi Kinsei-3
- Потужність: 2 х 1 300 к. с.

### Льотні характеристики
- Максимальна швидкість: 420 км/г
- Крейсерська швидкість: 300 км/г
- Дальність польоту: 6 200 км
- Практична стеля: 10 300 м

### Озброєння
- Кулеметне: 1 x 7,7-мм кулемет

## Модифікації
- L3Y1 («Двомоторний базовий транспортний літак флоту Тип 96 Модель 1») - варіант на базі G3M1
- L3Y2 («Двомоторний базовий транспортний літак флоту Тип 96 Модель 2») - варіант на базі G3M2
- So-Yu - цивільний варіант на базі G3M2 (24 екз.)

## Історія використання
Швидкісні літаки L3Y курсували між базами японського флоту, виконуючи функції VIP-транспорту, літаючих конференц-залів.
26 серпня 1939 році цивільний літак So-Yu з реєстраційним номером J-BACI вилетів з Японії у навколосвітній переліт. Політ проходив через США, від Сієтла до Вашингтона і далі у Європу. Але через бойові дії, що розпочались у Європі, маршрут довелось змінити. Політ продовжився через Південну Америку та Африку. Літак повернувся в Японію 20 жовтня, подолавши 52 860 км за 194 польотні години. 
З початком війни на Тихому океані цивільні літаки So-Yu були реквізовані флотом і отримали позначення G3M1-L. 
У 1942 році Японська імперія досягла гігантських розмірів, і зв'язок між її віддаленими куточками був неможливий без використання авіації. Транспортні літаки, третину з яких становили L3Y, почали здійснювати регулярні рейси між базами японського флоту.
Частина літаків L3Y2 була переобладнана для перевезення та десантування парашутистів. 11 січня 1942 року 28 літаків L3Y2 скинули 324 парашутистів над Менадо на Філіппінах. Наступного дня десантувалось 185 парашутистів з 18 літаків L3Y2, при цьому один літак був помилково збитий своїм гідролітаком Mitsubishi F1M.
20 квітня 450 парашутистів захопили аеродроми Кепанг та Ділі на острові Тимор.
Після перемоги союзників біля Соломонових островів та Нової Гвінеї військово-морська база японців на Рабаулі опинилась в ізоляції і єдиним зв'язком гарнізону із зовнішнім світом були підводні човни та транспортні літаки. Але рейси практично беззахисних L3Y стали майже самогубними. Літаки літали через простір, контрольований авіацією союзників, і їх втрати стали стрімко зростати. Лише окремим літакам вдавалось прорватись на Рабаул із необхідними вантажами.
Літаки L3Y використовувались до самого закінчення війни. Декілька вцілілих машин, разом із іншими японськими літаками, були знищені союзниками у жовтні-листопаді 1945 року.